# Forum français pour la sécurité urbaine
 (janvier 2012).
Le Forum Français pour la sécurité urbaine (FFSU) a été créé en 1992 par Gilbert Bonnemaison, député maire d’Épinay-sur-Seine, connu pour son rapport Face à la délinquance : prévention, répression, solidarité, paru en 1982.
Association regroupant des élus locaux de toutes tendances politiques, le Forum compte en 2016 plus de 80 collectivités territoriales françaises autour des enjeux liés à la sécurité et à la prévention de la délinquance.
En adhérant au Forum français, les villes adhérent automatiquement au Forum européen pour la sécurité urbaine.

## Missions
En tant qu’association de collectivités locales, l’objectif principal du FFSU est d’animer un réseau de villes en favorisant l’échange d’expériences et la mutualisation de bonnes pratiques.
En ce sens, le principe fondateur du Forum est : « Les villes aident les villes ». Ses membres ont adopté un "Manifeste des villes pour la sécurité".
Animer la réflexion des collectivités locales engage le Forum dans une démarche de renforcement des capacités des collectivités quant aux différents outils disponibles dans la mise en œuvre de leurs politiques locales de sécurité et de prévention de la délinquance. Il valorise le rôle fondamental du maire dans la mise en œuvre des politiques de sécurité.

## Activités
Le renforcement du rôle des élus locaux dans la mise en place des politiques publiques de sécurité passe par la formation des acteurs locaux.
Le Forum propose aux collectivités adhérentes une assistance à l’ingénierie des politiques locales de sécurité (Diagnostics locaux de sécurité, Conseils Locaux de Sécurité et de Prévention de la Délinquance, Stratégies Locales de Sécurité et de Prévention de la Délinquance, Études de sûreté et de sécurité publique, évaluation de politiques de sécurité et de prévention, etc.) mais également la réalisation d’enquêtes de victimation.
Chaque année il organise des colloques et des conférences autour des thèmes multiples qui composent la sécurité urbaine et la prévention de la délinquance.
Régulièrement le FFSU publie des ouvrages traitant des questions de sécurité et de prévention de la délinquance. Ils rendent souvent compte de travaux réalisés dans le cadre de groupes de travail et/ou de colloques.
Son lien avec d’autres forums nationaux lui permet de diffuser en France des pratiques des villes européennes. Il est également membre fondateur du Centre international de prévention de la criminalité basé à Montréal.

## Assises de la sécurité des territoires
En septembre 2017, le Forum Français pour la Sécurité urbaine élabore un ensemble de positions et des propositions du FFSU intitulées « Quel futur pour les politiques de sécurité locale ? » et communiquées au gouvernement.
Dans la continuité de cette démarche, le FFSU lance le 29 juin 2018 les Assises de la sécurité des territoires « dans le but de proposer une révision de la loi du 5 mars 2007 qui, depuis dix ans, sert de socle aux politiques de prévention de la délinquance ».
Le FFSU prône une révision de la loi du 5 mars 2007 relative à la prévention de la délinquance pour mieux l’adapter aux nouveaux défis auxquels font face les acteurs locaux de la sécurité, aux évolutions techniques et à l’émergence de nouveaux dispositifs.

## Direction
Depuis 2014, il est présidé par Roger Vicot, maire de la ville de Lomme (59). Quatre collectivités en assurent la vice-présidence : Amiens, Bordeaux, Lormont, Mulhouse. La ville de Montreuil est trésorière de l'association.
Le comité exécutif est composé d'une trentaine de collectivités locales.
Michel Marcus, magistrat, en a été le délégué général de sa création, en 1992, à février 2016. Le 16 février 2016, le comité exécutif du FFSU a nommé Elizabeth Johnston pour lui succéder.

## Réseau
Depuis 1992 le FFSU a étendu son réseau à travers la France, des collectivités territoriales aux associations en passant par les institutions, le Forum se place au carrefour des savoirs de la sécurité urbaine et de la prévention de la délinquance.

### Membres[12]
L'adhésion au FFSU s'adresse essentiellement aux collectivités territoriales (communes, communautés, départements, régions). Toute organisation peut adhérer au titre de membre associé (Statut ne permettant pas le droit de vote aux élections internes à l'association).
Amiens (Somme) Angers/CA (Maine-et-Loire)  Aubervilliers (Seine-Saint-Denis) Aulnay-sous-Bois (Seine-Saint-Denis) Bagneux (Hauts-de-Seine) Besançon (Doubs) Bezons (Val-d'Oise) Bischwiller (Haut-Rhin) Blanc-Mesnil (Seine-Saint-Denis) Blagnac (Haute-Garonne) Blois (Loir-et-Cher) Bordeaux (Gironde) Boulogne-sur-Mer/CA (Pas-de-Calais) Brest (Finistère) Bron (Rhône) Cergy (Val-d'Oise) Cergy-Pontoise/CA (Val-d'Oise) Châtellerault (Vienne) Clichy-la-Garenne (Hauts-de-Seine) Clichy-sous-Bois (Seine-Saint-Denis) Communauté d'agglomération du Pays Martégal (Bouches-du-Rhône) Conflans-Sainte-Honorine (Yvelines) Collectivité Territoriale de Corse Creil (Oise) Dijon (Côte-d'Or) Dunkerque / CU (Nord) Garges Les Gonesse (Val-d'Oise) Gennevilliers (Hauts-de-Seine) Gif-sur-Yvette (Essonne) Gonesse (Val-d'Oise) Grenoble (Isère) Halluin (Nord) Issy-les-Moulineaux (Hauts-de-Seine)La Possession (La Réunion) La Rochelle/CA (Charente-Maritime) La Roche-sur-Yon (Vendée) Le Creusot (Saône-et-Loire) Le Havre (Seine-Maritime) Les Ulis (Essonne) Lille (Nord) Limoges (Haute-Vienne) Loos (Nord) Lorient (Morbihan) Lormont (Gironde) Lyon (Rhône) Marseille (Bouches-du-Rhône) Maubeuge (Nord) Melun (Seine-et-Marne) Mérignac (Gironde) Miramas (Bouches-du-Rhône) Montpellier (Hérault) Montreuil (Seine-Saint-Denis) Mont de Marsan (Landes) Mont Dore (Nouvelle-Calédonie) Mulhouse (Haut-Rhin) Nantes (Loire-Atlantique) Nemours (Seine-et-Marne) Nevers (Nièvre) Noisy-le-Sec (Seine-Saint-Denis) Orly (Val-de-Marne) Païta (Nouvelle-Calédonie) Pantin (Seine-Saint-Denis) Paris, Pau (Pyrénées-Atlantiques) Pessac (Gironde) Pierrefitte-sur-Seine (Seine-Saint-Denis) Plaine Centrale (Créteil) (Val-de-Marne) Plaine Commune (Seine-Saint-Denis) Poitiers (Vienne) Pont-de-Claix (Isère) Portes de l'Essonne/CA (Essonne) Région Ile de France /CR (Paris) Reims Métropole (Marne) Rennes (Ille-et-Vilaine) Rueil-Malmaison (Hauts-de-Seine) Saint-Denis (Seine-Saint-Denis) Saint-Denis-de-la-Réunion (La Réunion) Saint-Herblain (Loire-Atlantique) Saint-Laurent-du-Maroni (Guyane) Saint-Nazaire La Carène (CA) (Loire-Atlantique)  SAN (Syndic.Agglo Nvle) Sénart (Seine-et-Marne) Saint Orens de Gameville (Haute-Garonne) Sarcelles (Val-d'Oise) Seine-Saint-Denis/CG (Seine-Saint-Denis) Saint-Ouen (Seine-Saint-Denis) SICOVAL CA Toulouse Sud est (Haute-Garonne) Stains (Seine-Saint-Denis) Strasbourg (Bas-Rhin) Talence (Gironde) Thonon-les-Bains (Haute-Savoie) Toulouse (Haute-Garonne) Toulouse Métropole (Haute-Garonne) Tourcoing (Nord) Tours (Indre-et-Loire) Valbonne Sophia Antipolis (Alpes-Maritimes) Val d'Oise/CG (Val-d'Oise) Valence (Drôme) Valenciennes (Nord) Valenciennes/CA (Nord) Vallée de Montmorency/CA (Val-d'Oise) Vaulx-en-Velin (Rhône) Vernouillet (Eure-et-Loir) Villejuif (Val-de-Marne) Villeurbanne (Rhône) Villiers-le-Bel (Val-d'Oise)

### Associations
- Association des Maires Ville et Banlieue de France (AMVBF)
- Forum de la société civile pour la médiation
- Association Elus Santé Publique & Territoires (ESPT)
- Association Française de Réduction des Risques
- Réseau des Correspondants de Nuit
- Association Nationale des Travailleurs Sociaux en Commissariat et Brigades de Gendarmerie
- Institut National d'Aide aux Victimes Et de Médiation (INAVEM)
- Comité National de Liaison des Associations de Prévention Spécialisée (CNLAPS)

### Institutions
- Comité Interministériel de Prévention de la Délinquance (CIPD)
- Agence nationale pour la cohésion sociale et l'égalité des chances (Acsé)
- Ministère de la Justice
- Cabinet Milon & Associés
- Conseil National des Villes (CNV)
- Centre National de la Fonction Publique Territoriale (CNFPT)
- Plan Urbanisme Construction Architecture
- Centre d’Études Techniques de l’Équipement (CETE) de Lyon
- Centre International pour la Prévention de la Criminalité